# Leggings

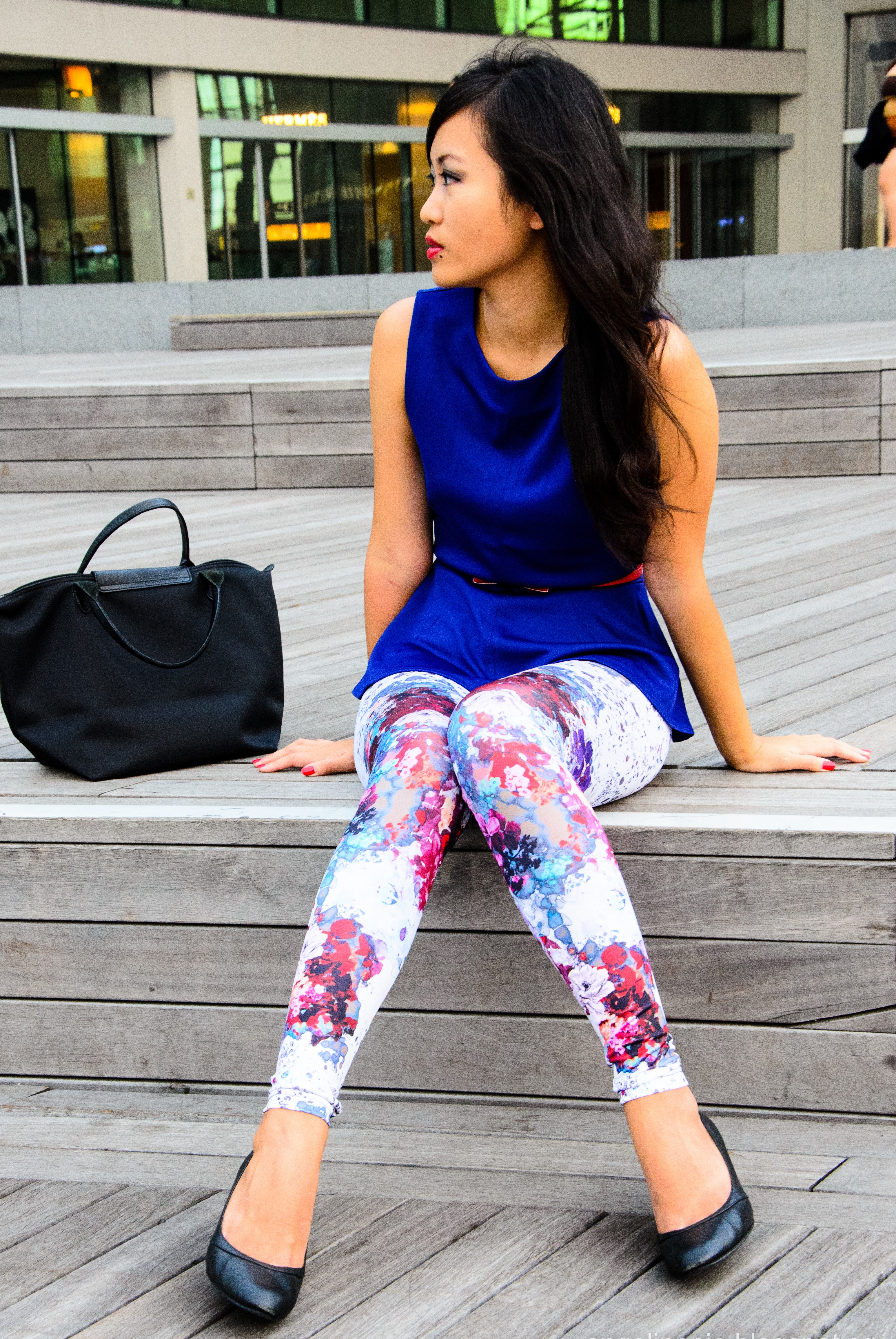

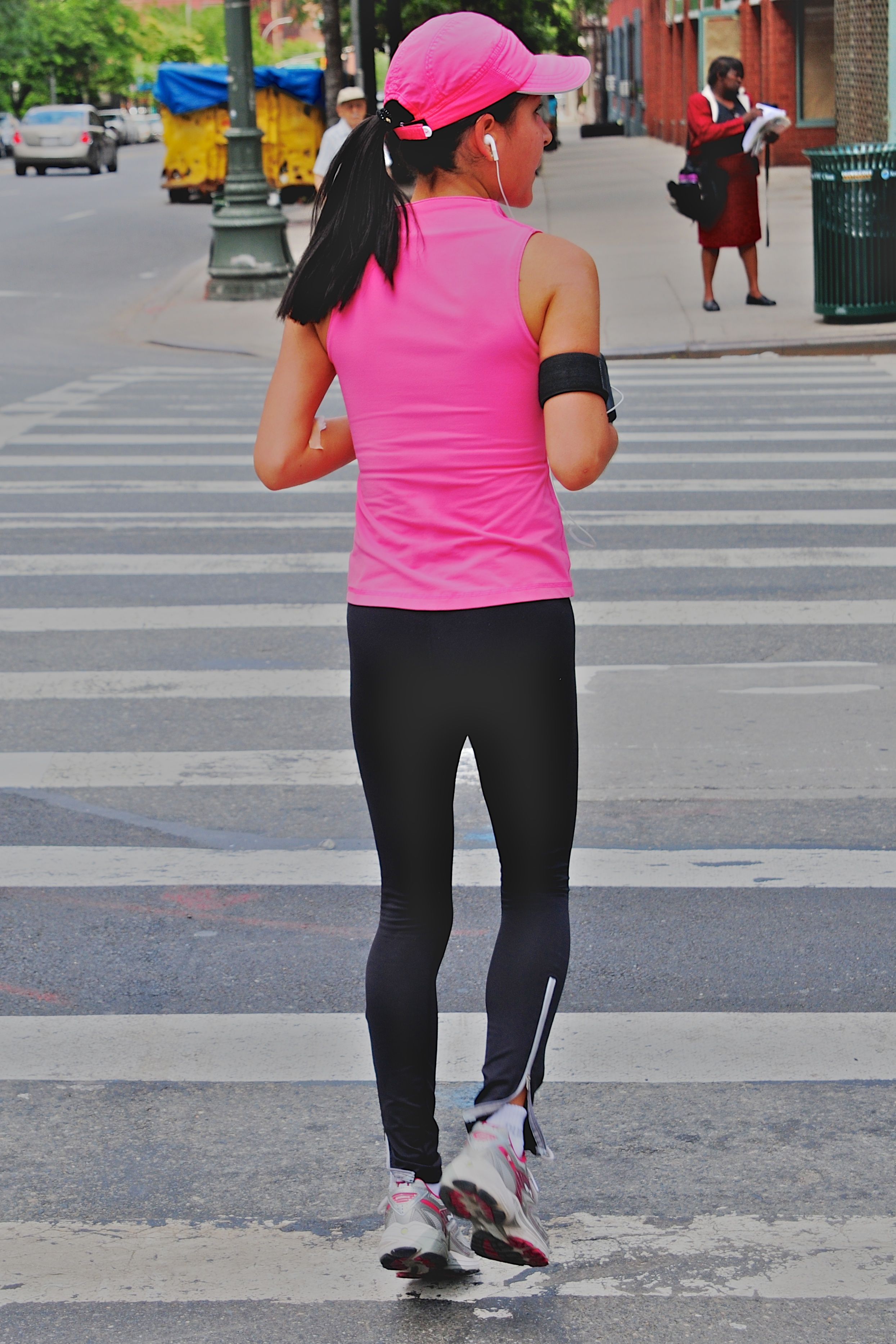
Fitness leggings

Leggings sau colanți sunt pantaloni pentru alergare, fitness, yoga, dar și pentru activități în aer liber, drumeții montane, ciclism, alergare, ski, putând fi folosiți atât ca first-layer în diferite activități sportive de iarnă cât și în mod curent. Sunt foarte confortabili, fiind din material elastic ce oferă un echilibru perfect între elasticitate și căldură menținând greutatea redusă și atingerea moale. 
Țesăturile din care sunt fabricați asigură o absorbție bună a transpirației și conferă flexibilitate și mobilitate maximă.

## Legături externe
- Materiale media legate de leggings la Wikimedia Commons